# Liste der Fluggesellschaften in Kap Verde

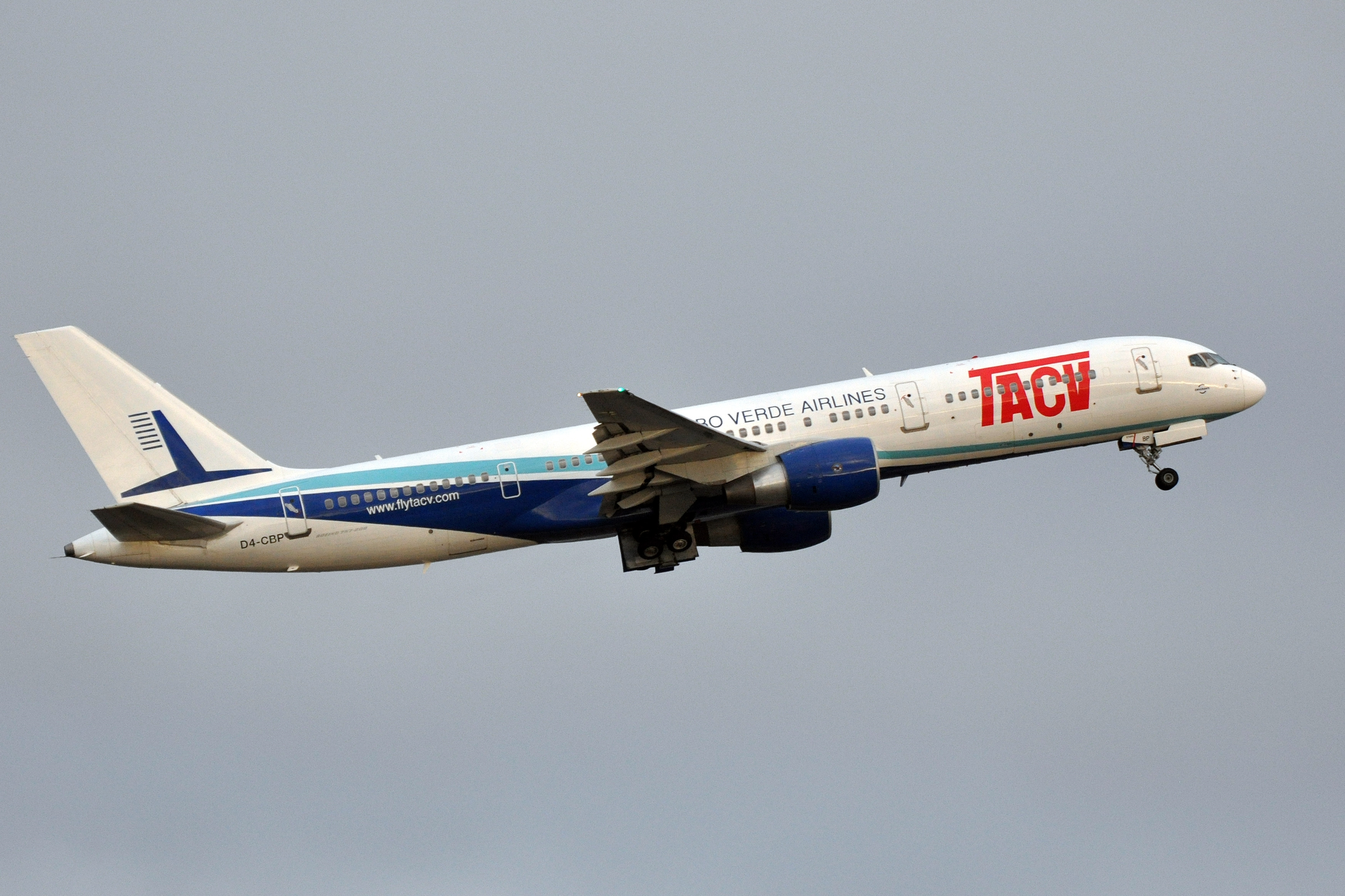
Cabo Verde Airlines

Dies ist eine Liste der Fluggesellschaften in Kap Verde.

## Aktuelle Fluggesellschaften
- Binter CV (seit 2015)
- Cabo Verde Airlines (seit 2018)

## Ehemalige Fluggesellschaften
- Cape Verde (1999)
- Cape Verde Airlines (2005–2006)
- Cabo Verde Express (2000)
- Cabovimo (1996)
- HalcyonAir (2007–2013)
- Inter Islands Airlines (2002–2009)
- SmartLynx Airlines Cabo Verde (2016–2017)
- TACV – Cabo Verde Airlines (1958–2018) > Cabo Verde Airlines
- TACV Internacional (2017) > Cabo Verde Airlines